# Sorribes
|  | Per a altres significats, vegeu «Sorribes de la Vansa». |

Sorribes és un llogaret que pertany al municipi de Gósol. Se situa al nord-oest de la comarca del Berguedà, tot i que pertany a la província de Lleida, a Catalunya. Els seus habitants reben el nom de sorribenys o sorriberencs.

## Geografia
Ubicació
El poble, que es troba dins la Vall de Gósol, se situa sobre del riu Aigua de Valls, afluent del Cardener - Llobregat. Per la seva part oest es troba el turó del Puig i el poble de Gósol, mentre que per la part est es troba el llogaret de l'Espà. Al nord trobem l'emblemàtica muntanya del Pedraforca amb la tartera occidental, el Roc Roig i l'Espluga Rodona, mentre que pel sud cal situar la serra del Verd, el serrat de la Matella, i la serra d'Ensija. Jus a llevant passa el límit que divideix la província de Lleida i la província de Barcelona.
Demografia
La població actual és de 12 habitants, tot i que a mitjans del segle xix aquesta arriba a superar el centenar de persones. Les segones residències hi són importants, i disposa de 10 cases habitades i 5 més d'abandonades, que només s'omplen per complet per vacances estivals.
Hi predomina el sector primari, ja que la seva població es dedica a la ramaderia bovina i equina.
Vies d'accés
S'hi pot arribar per llevant seguint la carretera B-400 que parteix del Collet, al quilòmetre 113 de la carretera C-16 o Eix del Llobregat o per ponent, per la carretera C-563 passant pels pobles de Tuixent i Josa de Cadí al municipi de Josa i Tuixén i per Gósol.
A peu s'hi pot accedir seguint les rutes antigues com el GR 107 o Camí dels Bons Homes.

## Història
Orígens
Hi ha constància de la seva existència des del segle xi, segons consta en un document senyorial pertanyia al llinatge dels Pinós. La Baronia de Pinós, que també comprenia la majoria dels pobles de l'Alt Berguedà i tenia capital a Bagà, passà segles després a mans dels comtes de Lerín i als Ducs d'Alba de Tormes.
El poble es va anar edificant al voltant de Cal Perramon que posseïa la plenitud de les seves terres. D'aquesta manera es van anar construint fins a una vintena de cases ocupades principalment per masovers que cultivaven la terra. També hi havia un estret vincle amb la família Guzman y Soler de la petita noblesa catalana (segle xviii), què hi tenien una borda i hi feien pasturar ramats seus. No fou fins uns quants segles després que comencen a emancipar-se algunes cases, començant per Cal Guitard.
Contemporània
Ja en l'època moderna, el poble, que ja estava integrat dins del municipi de Gósol, tenia les seves pròpies terres comunals, de bosc i pastura completament independents de les de Gósol en les quals no hi podia entrar i les obres que s'havien de realitzar al poble es feien a càrrec dels seus vilatans que ho aprovaven en una espècie d'assemblea no igualitària. Cal destacar l'existència de teuleries d'on s'extreia l'argila per fabricar les teules i l'existència d'un molí al riu per moldre blat. La població vivia bàsicament de cultivar la terra i de la ramaderia, principalment com a jornalers de Cal Perramon. Aquesta es veié afectada per les guerres carlines que assolaren l'Alt Berguedà a finals del segle xix, principalment per la Tercera guerra carlina.
Segle XX
Es comença a introduir a la zona el contraban amb Andorra i les travesses a la Vall d'Aran per anar a buscar-hi bestiar com a mètode de subsistència. L'any 1929 es ven Can Perramon i es reparteixen les seves finques entre tots els vilatans. Destaca l'existència d'una petita central hidroelectrica que subministrava llum al poble. A mitjans de segle va començar una forta emigració cap a les gran ciutats que deixaran el poble en fase de decadència.
Els anys setanta es permetrà portar a pastura els ramats de Sorribes a la Serra del Verd i començà a ser en aquesta època quan l'Ajuntament de Gósol realitzi algunes, encara que escasses, actuacions al poble.
Cases i Cognoms
Les Cases que s'han pogut datar històricament són en total 28, però cal tenir present que n'hi ha que han desaparegut sense deixar-ne rastre. Els noms de les cases són : Cal Andreuet, Cal Bardines, Cal Bardinetes, Cal Batista, Cal Bergant, Cal Cisteller, Cal Comell, Cal Corbell, Cal Gerrer, Cal Guitard, Cal Jou, Ca la Magdalena, Cal Mariano, Cal Met, Cal Perdut, Cal Pere, Cal Perramon, Cal Planell, Cal Retall, Cal Ros, Ca la Rosa, Cal Sastre, Cal Tomàs, Cal Torreta, Ca la Torreta, Cal Tresona, Cal Vicençó, Cal Xixai.
Segons fonts documentals, l'any 1743 al poble de Sorribes hi havia un total de 15 cases i una població de 82 habitants, el cognom dels caps de casa d'aquella època eren Badia, Blau, Giralt, Guitart, Perramon, Puig i Morera. En un altre cens realitzat l'any 1852 hi apareixen els cognoms Perramon, Guitart, Cardona, Morera i Puig.

## Medi ambient i climatologia
Medi ambient
El poble se situa al peu del Pedraforca pel seu vessant sud-oest. Està envoltat pel Parc Natural del Cadí-Moixeró i Muntanya del Pedraforca, pel PEIN de la Serra del Verd i pel PEIN de la Serra d'Ensija. El riu Aigua de Valls rega les seves terres i de destacat interès natural és el Pont Cabradís (accident natural en forma de túnel).
Flora i fauna
Dins la flora s'hi pot trobar pi negre (Pinus uncinata), ginebró (Juniperus nana), neret (Rhododendron ferrugineum), avet (Abies alba), faig (Fagus sylvatica), alzines (Quercus ilex), roure (Quercus pubescens), auró blanc (Acer campestre), trèmol (Populus tremula), pi roig (Pinus sylvestris) i boix (Buxus sempervirens).
En la fauna s'hi pot trobar cérvol comú (Cervus elaphus), cabirol (Capreolus capreolus), marta (Martes martes), ermini (Mustela erminea), llop (Canis lupus), trencalòs (Gypaetus barbatus), àguila (Aquila chrysaetos), Voltor (Gyps fulvus), gall fer (Tetrao urogallus), perdiu xerra (Perdix perdix), trencapinyes (Loxia curvirostra), pardal d'ala blanca (Montifringilla nivalis), mussol pirinenc (Aegolius funereus), lluert (Lacerta viridis), serp verda i groga (Coluber viridiflavus), escurçó pirinenc (Vipera aspis), tritó pirinenc (Euproctus asper), granota roja (Rana temporaria), tòtil (Alytes obstetricans), truita de riu (Salmo trutta), gat salvatge (Felis silvestris), guineu (Vulpes vulpes), porc senglar (Sus scrofa).
Climatologia
El poble es troba a una altitud de 1392 metres i la seva climatologia és de caràcter subalpí, amb estius frescos i hiverns bastant freds, tot i que sovint hi ha inversió tèrmica. El règim pluviomètric ascendeix a 1150 mm/anuals de mitjana, ja sigui en forma d'aigua o de neu, i les pluges són generoses durant els mesos primaverencs. La temperatura mitjana anual se situa als 9,1 °C.

## Cultura
Festes i Religió
Al poble hi ha una capella, restaurada recentment, dedicada a Sant Francesc. La Capella data del segle xviii i fou construïda sobre uns terrenys cedits per Cal Xixai amb la col·laboració econòmica de totes les cases. Ja al segle xx el poble cedí la titularitat de la Capella al Bisbat d'Urgell i comparteix mossèn amb altres pobles.
El dia 4 d'octubre se celebra la Festa Major amb una missa dedicada al patró del poble St. Francesc. Això és motiu de retrobada i germanor entre els vilatans i la gent que hi té arrels.
Gastronomia
La cuina és molt àmplia, però hi destaquen les patates emmascarades  Arxivat 2012-04-01 a Wayback Machine., l'escudella de blat de moro escairat, els pèsols negres Arxivat 2007-12-26 a Wayback Machine., i plats cuinats amb carn d'isard o porc senglar, entre d'altres.